# Gra o wszystko

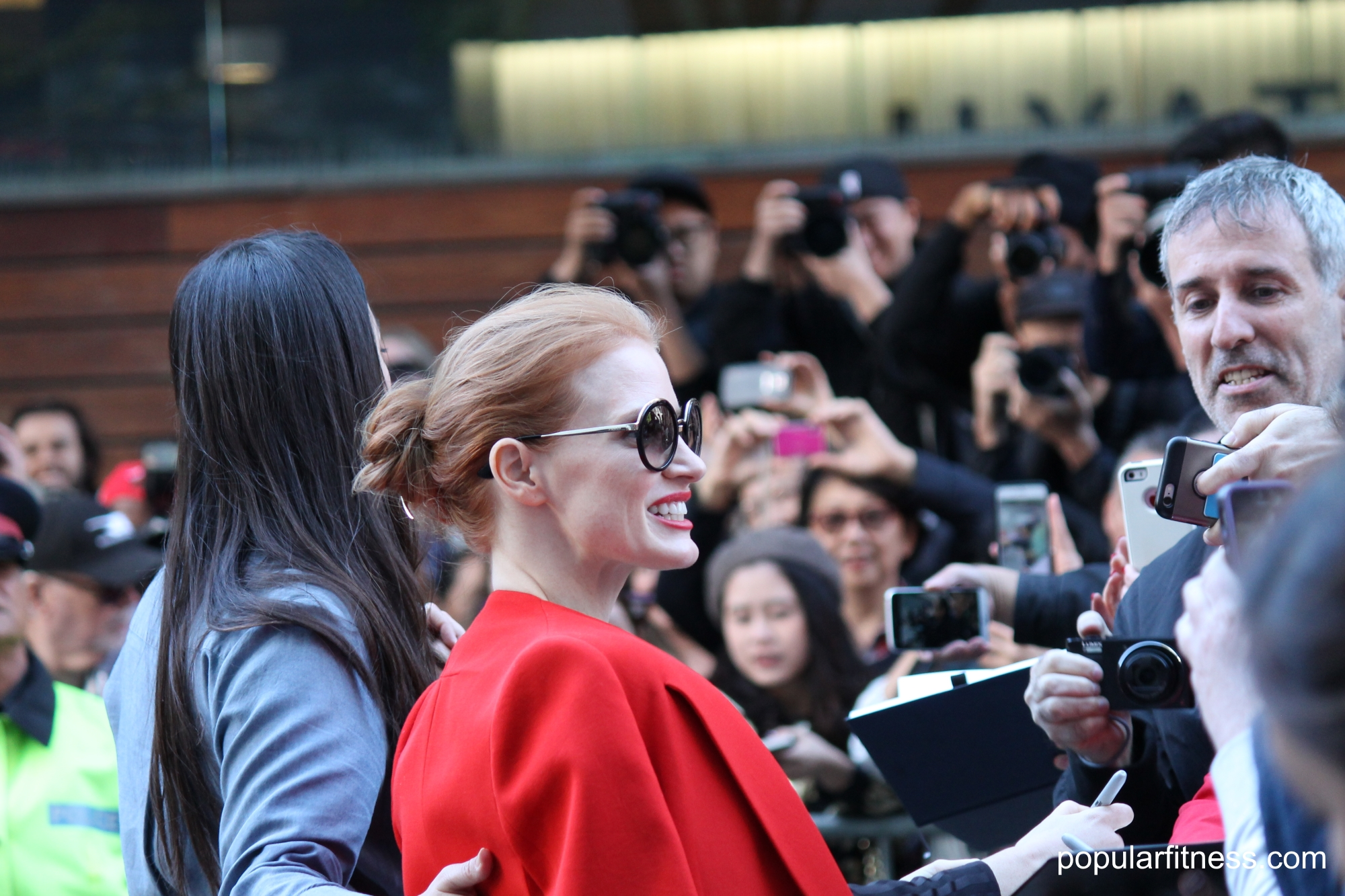
Jessica Chastain na 2017 Toronto International Film Festival w ramach promocji filmu „Gra o wszystko”.

Gra o wszystko (ang. Molly’s Game) – amerykański dramat biograficzno-kryminalny z 2017 roku. Film jest debiutem reżyserskim Aarona Sorkina, który również napisał scenariusz powstały na podstawie książki pod tym samym tytułem autorstwa Molly Bloom wydanej w 2014 roku. W rolach głównych występują Jessica Chastain, Idris Elba, Kevin Costner, Michael Cera, Jeremy Strong, Chris O’Dowd, Joe Keery, Brian D’Arcy James i Bill Camp. Film opowiada o Molly Bloom (Chastain), która staje się celem śledztwa FBI po tym, jak jej podziemne imperium pokerowe, które prowadzi dla hollywoodzkich celebrytów, sportowców, potentatów biznesowych i rosyjskiej mafii, zostaje zdemaskowane.
Premiera filmu odbyła się 8 września 2017 na Międzynarodowym Festiwalu Filmowym w Toronto. Film otrzymał pozytywne recenzje, ze szczególnym uwzględnieniem scenariusza Sorkina. Kreacje aktorskie Elby i Chastain, zyskały uznanie krytyków filmowych, zaś niektóre recenzje uznały rolę Chastain za jedną z najlepszych w jej karierze. Film przyniósł Chastain nominację do Złotego Globu dla najlepszej aktorki w filmie dramatycznym, podczas gdy Sorkin otrzymał nominacje za scenariusz do Oscara, Złotego Globu, nagrody Amerykańskiej Gildii Pisarzy i BAFTY.

## Obsada
- Jessica Chastain jako Molly Bloom
- Idris Elba jako Charlie Jaffey, prawnik Molly
- Kevin Costner jako Larry Bloom, ojciec Molly
- Michael Cera jako Player X, postać oparta na znanych graczach, takich jak Tobey Maguire, Leonardo DiCaprio i Ben Affleck[6].
- Jeremy Strong jako Dean Keith, deweloper nieruchomości, który wprowadza Molly w świat undergroundowego pokera; postać zainspirowana przez Darina Feinsteina
- Chris O’Dowd jako Douglas Downey, gracz, który przedstawia Molly rosyjskiej mafii i przyprowadza ich do stołu
- J. C. MacKenzie jako Harrison Wellstone
- Brian D’Arcy James jako Brad Marion
- Bill Camp jako Harlan Eustice
- Graham Greene jako sędzia Dustin Foxman
- Justin Kirk jako Jay
- Angela Gots jako B
- Natalie Krill jako Winston
- Joe Keery jako Cole
- Michael Kostroff jako Louis Butterman
- Claire Rankin jako Charlene Bloom, matka Molly
- Jon Bass jako Shelly Habib
- Samantha Isler jako młoda Molly Bloom
- Kjartan Hewitt jako Gracz
- Jacob Blair jako Jeremy Bloom, brat Molly
- Dan Lett jako David Segan
- Rachel Skarsten jako Leah
- Dov Tiefenbach jako Klient klubu
- David Reale jako Gracz w Los Angeles
- Jake Goldsbie jako Gracz w Los Angeles
- Chris Owens jako Gracz w Los Angeles
- Thomas Hauff jako Pan Sernovitz
- Ari Cohen jako Gracz w Nowym Jorku
- Whitney Peak jako Stella

## Odbiór

### Box office
Budżet filmu jest szacowany na 30 milionów dolarów. W Stanach Zjednoczonych i Kanadzie film zarobił ponad 28,8 mln USD, w innych krajach przychody wyniosły około 30.5 mln USD, a łączny przychód z biletów to około 59,3 mln USD.

### Krytyka w mediach
Film spotkał się z dobrą reakcją krytyków. W agregatorze recenzji Rotten Tomatoes 81% z 299 recenzji jest pozytywne, a średnia ocen wystawionych na ich podstawie wyniosła około 7,10. Z kolei w agregatorze Metacritic średnia ważona ocen z 46 recenzji wyniosła 71 punktów na 100.

## Nagrody i nominacje
Wybrane nagrody i nominacje na podstawie IMDb.
90. ceremonia wręczenia Oscarów
- nominacja: Najlepszy scenariusz adaptowany – Aaron Sorkin

75. ceremonia wręczenia Złotych Globów
- nominacja: Najlepsza aktorka w filmie dramatycznym – Jessica Chastain
- nominacja: Najlepszy scenariusz – Aaron Sorkin

71. ceremonia wręczenia nagród Brytyjskiej Akademii Filmowej
- nominacja: Najlepszy scenariusz adaptowany – Aaron Sorkin

23. ceremonia wręczenia Critics’ Choice Movie Awards
- nominacja: Najlepsza aktorka – Jessica Chastain
- nominacja: Najlepszy scenariusz adaptowany – Aaron Sorkin

22. ceremonia wręczenia nagrody Satelita
- nominacja: Najlepsza aktorka – Jessica Chastain
- nominacja: Najlepszy scenariusz adaptowany – Aaron Sorkin